# Indeed!
Indeed! è il primo album di Lee Morgan, pubblicato dalla Blue Note Records nel febbraio del 1957.I brani furono registrati il 4 novembre del 1956 al Van Gelder Studio di Hackensack, New Jersey (Stati Uniti).

## Tracce
Lato A
1. Roccus – 8:17 (Horace Silver)
2. Reggie of Chester – 4:54 (Benny Golson)
3. The Lady – 6:48 (Owen E. Marshall)

Lato B
1. Little T – 8:23 (Donald Byrd)
2. Gaza Strip – 3:57 (Owen E. Marshall)
3. Stand By – 5:49 (Benny Golson)

## Musicisti
- Lee Morgan - tromba
- Clarence Sharpe - sassofono alto
- Horace Silver - pianoforte
- Wilbur Ware - contrabbasso
- Philly Joe Jones - batteria